# Libano ai Giochi della XV Olimpiade
Il Libano ha partecipato ai Giochi della XV Olimpiade, svoltisi ad Helsinki, dal 19 luglio al 3 agosto 1952,  
con una delegazione di 9 atleti impegnati in 4 discipline,
aggiudicandosi 1 medaglia d'argento e 1 medaglia di bronzo.

## Medagliere
| Medaglia | Atleta         | Sport              | Evento      |
| -------- | -------------- | ------------------ | ----------- |
| Argento  | Zakaria Chihab | Lotta greco-romana | Pesi gallo  |
| Bronzo   | Khalil Taha    | Lotta greco-romana | Pesi welter |